# Dicrotofós
El dicrotofós és un compost organofosforat inhibidor de l'acetilcolinesterasa utilitzat com a insecticida.
Alguns noms comercials del dicrotofós són Bidrin, Carbicron, Diapadrin, Dicron i Ektafos.